# Héctor López
Héctor López, född den 1 februari 1967 i Mexico City, Mexiko, död 24 oktober 2011, var en mexikansk boxare som tog OS-silver i bantamviktsboxning 1984 i Los Angeles. I finalen förlorade han mot Maurizio Stecca från Italien.